# Itamaracá (eiland)
Itamaracá is een gemeente en eiland voor de kust van Brazilië in de buurt van de stad Recife. Het eiland wordt veel door toeristen bezocht vanwege de stranden. Er staat een vesting, Forte Orange, die gebouwd is door de Nederlanders. Ook is er een centrum voor de bescherming van lamantijnen.

## Geschiedenis

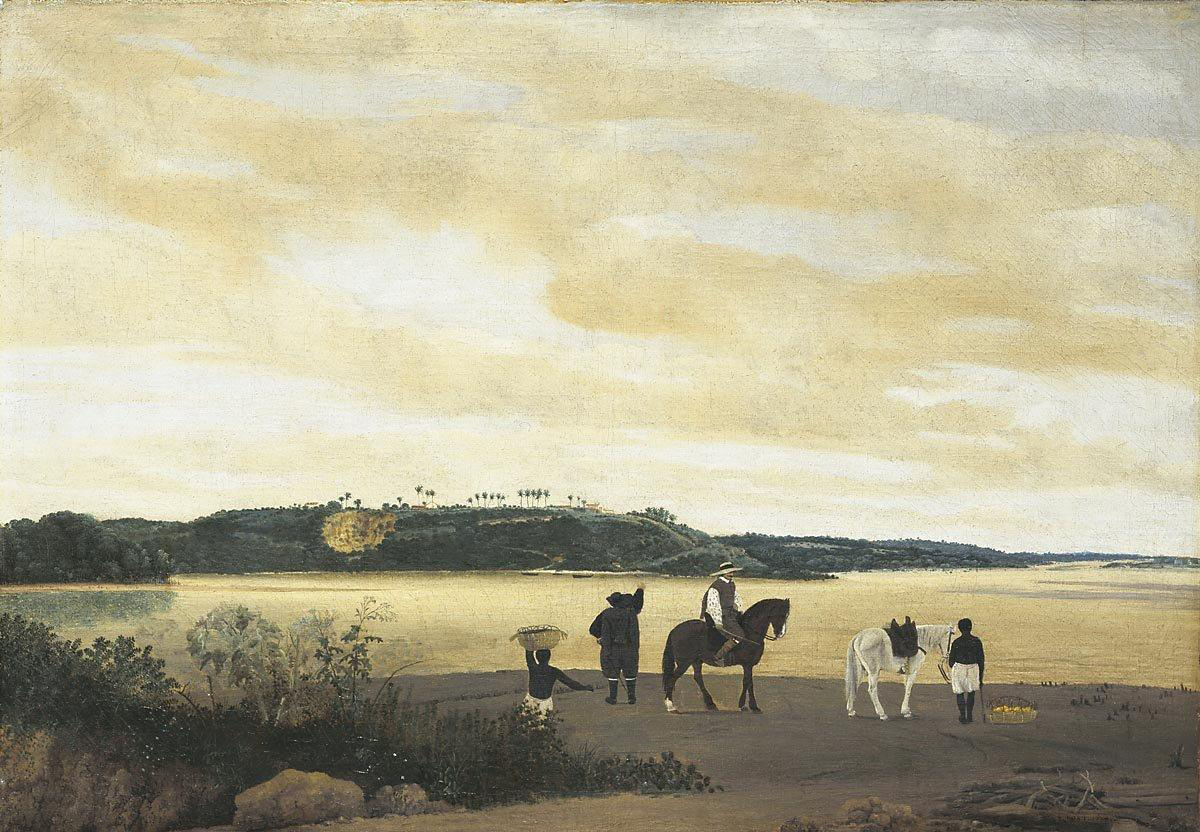
Gezicht op het eiland Itamaracà in Brazilië
(1637), Frans Post, Mauritshuis

De naam Itamaracá komt uit het Tupi, en betekent "zingende steen". De Portugezen bouwden in 1508 hun eerste nederzetting op het eiland. Tijdens de bezetting door de Nederlanders bouwden zij het Forte Orange. Zij hielden er Portugezen gevangen die zich niet wilden bekeren tot het protestantisme.

## Bevolking
In 2004 werd de bevolking geschat op 18.040 inwoners. Itamaracá heeft de status van gemeente in de staat Pernambuco. De hoofdplaats is Pilar, dat in 1831 als dorp werd erkend. Vlak bij het fort bevindt zich het vissersdorp Vila Velha.
Een bekende inwoonster is Lia de Itamaracá, die zangeres is van de traditionele ciranda-muziek. Zij heeft een cultureel centrum op het eiland waar concerten en cursussen plaatsvinden.

## Toerisme
Het eiland wordt veel bezocht door toeristen uit Recife en andere plaatsen vanwege de stranden. Ook kunnen er verschillende watersporten worden beoefend.
Er zijn kleine natuurreservaten met resten Atlantisch woud. In het Centrum ter Bescherming van de Lamantijn (Centro de Preservação do Peixe-Boi) worden zeekoeien opgevangen die aan het strand aanspoelen. Er is een informatiecentrum waar men de dieren kan bezichtigen. Ook het fort is opengesteld voor publiek.
Ten zuiden van Itamaracá bevindt zich het eilandje Coroa do Avião. Het is eigenlijk een zandbank die in de jaren 80 is ontstaan door veranderingen in de oceaanstromingen. Er zijn tentjes waar men eten en drinken kan krijgen. Verder bevindt er zich een instituut voor het onderzoek naar trekvogels.

## Geboren
- João Alfredo Correia de Oliveira (1835-1919), premier van Brazilië

## Galerij

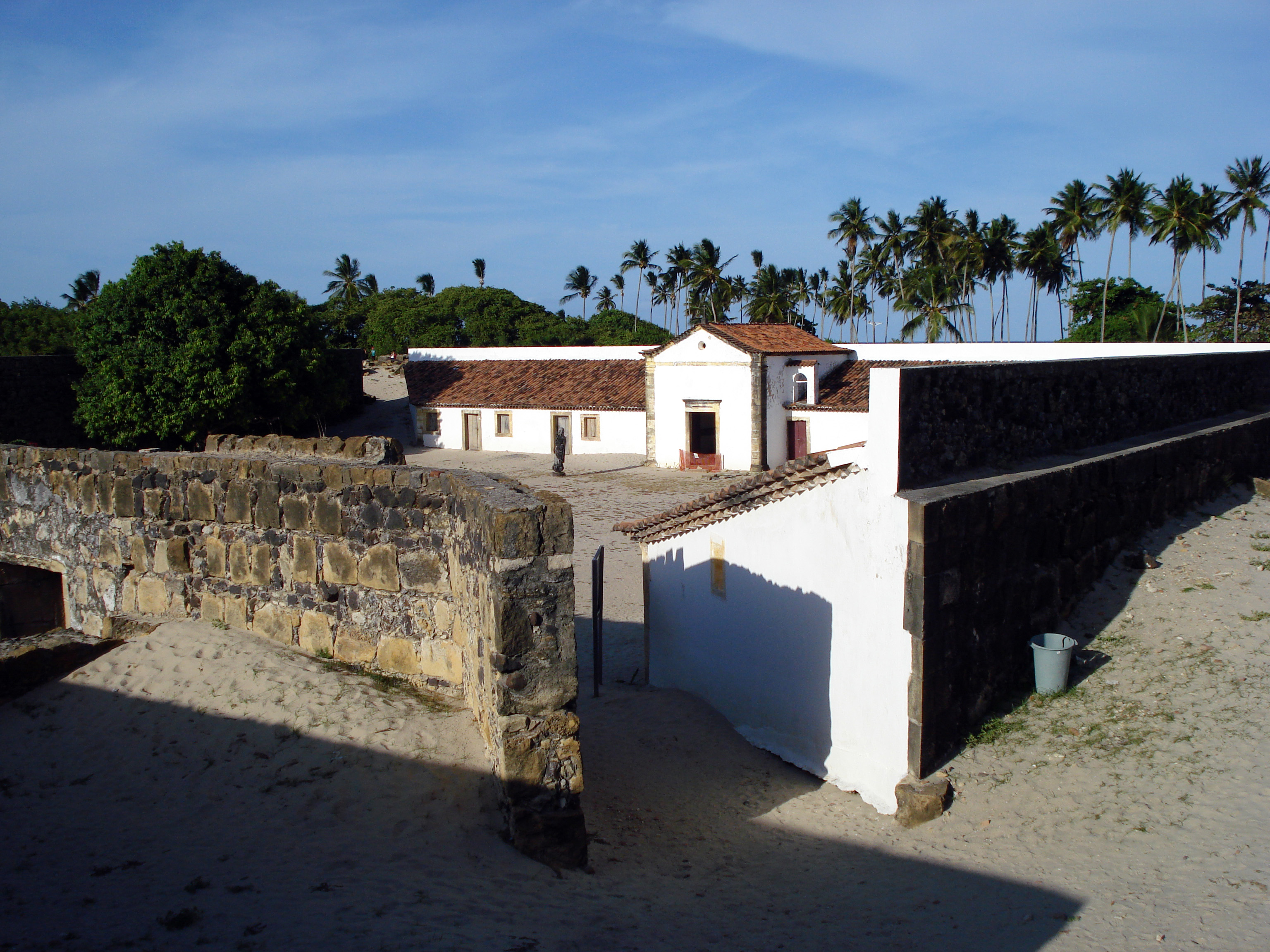
Het hoofdgebouw van Fort Oranje
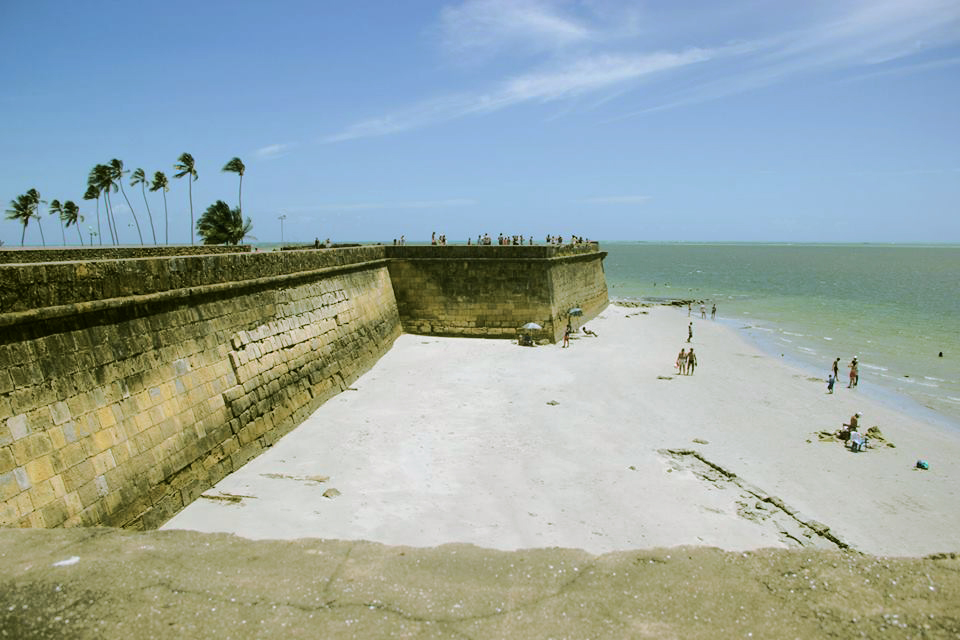
Zicht op zee van Fort Oranje
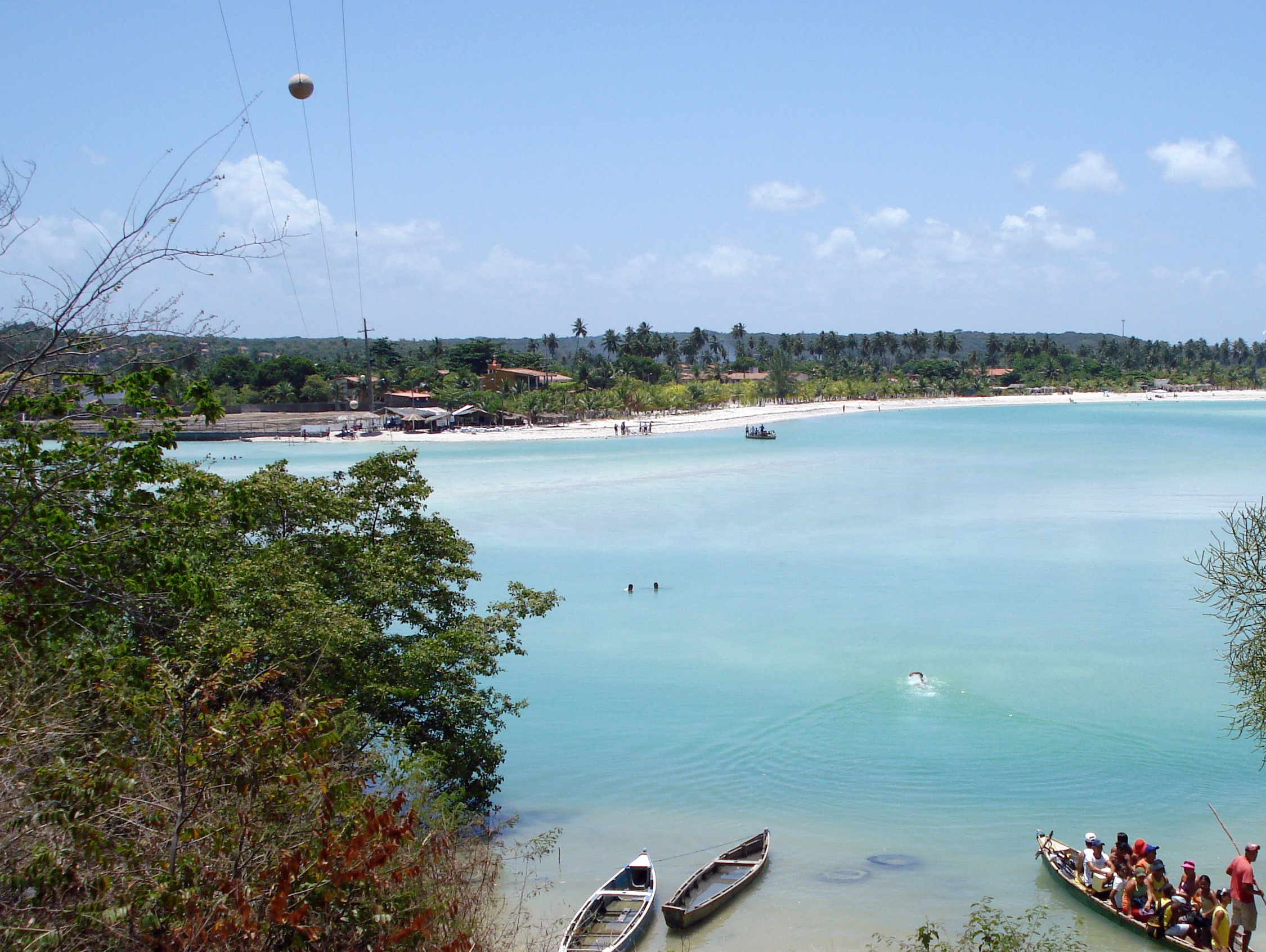
Dit estuarium kan men met een punterbootje oversteken